# Flora dels Països Catalans
La flora als Països Catalans comprèn les plantes vasculars del territori insular i continental dels Països Catalans que tenen una superfície d'uns 70.000 km² i s'estenen entre 1° 30′ de longitud Oest i 4° 20′ de longitud Est i entre 37° 50′ i 43º 00 de latitud Nord. La flora als Països Catalans no presenta una unitat des del punt de vista de la flora sinó que és diversa, ja que s'hi succeeixen relleus i climes variats. Als Països Catalans s'hi presenten pràcticament la totalitat dels tipus de paisatge vegetal de l'Europa occidental.

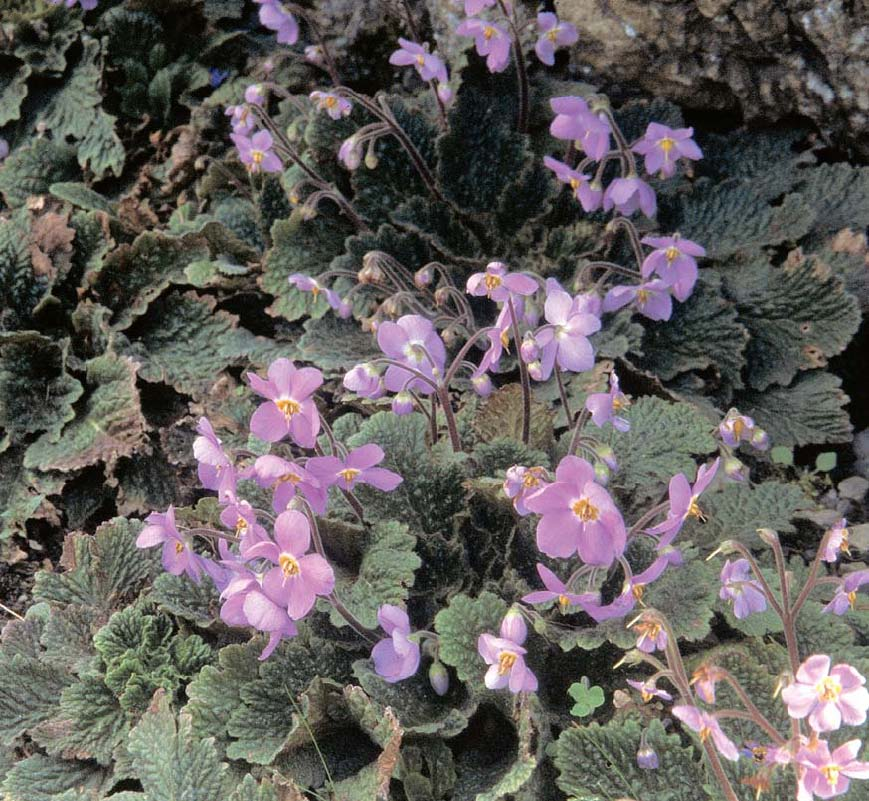
Ramonda myconi, dins els Països Catalans només es troba a Catalunya

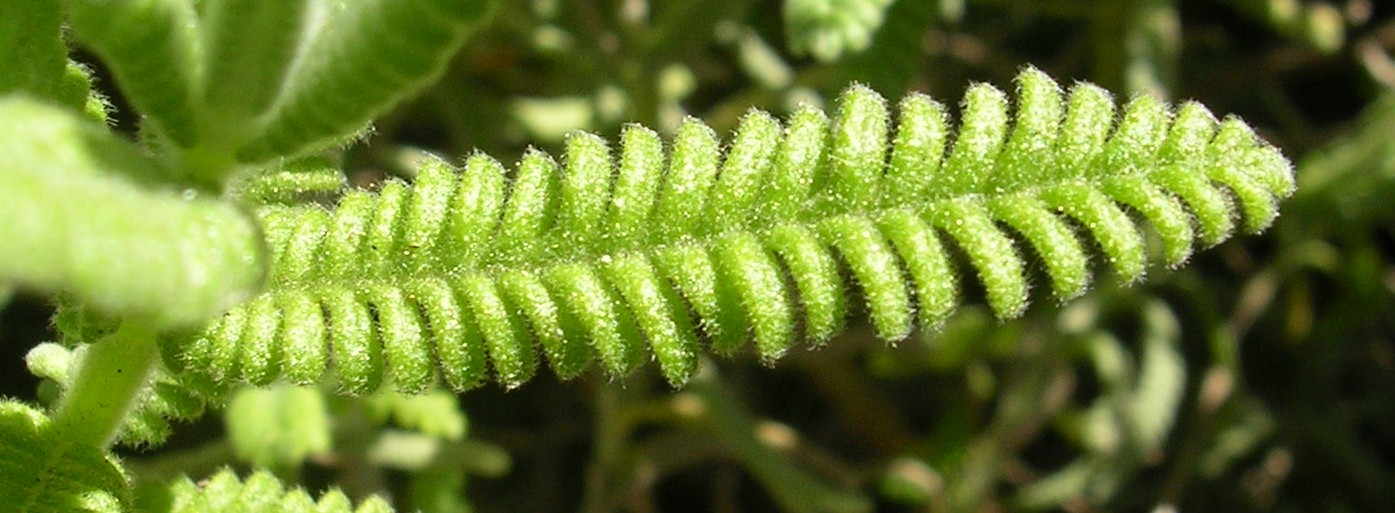
Detall de la fulla de Lavandula dentata, que només es troba al País Valencià, Mallorca i Eivissa

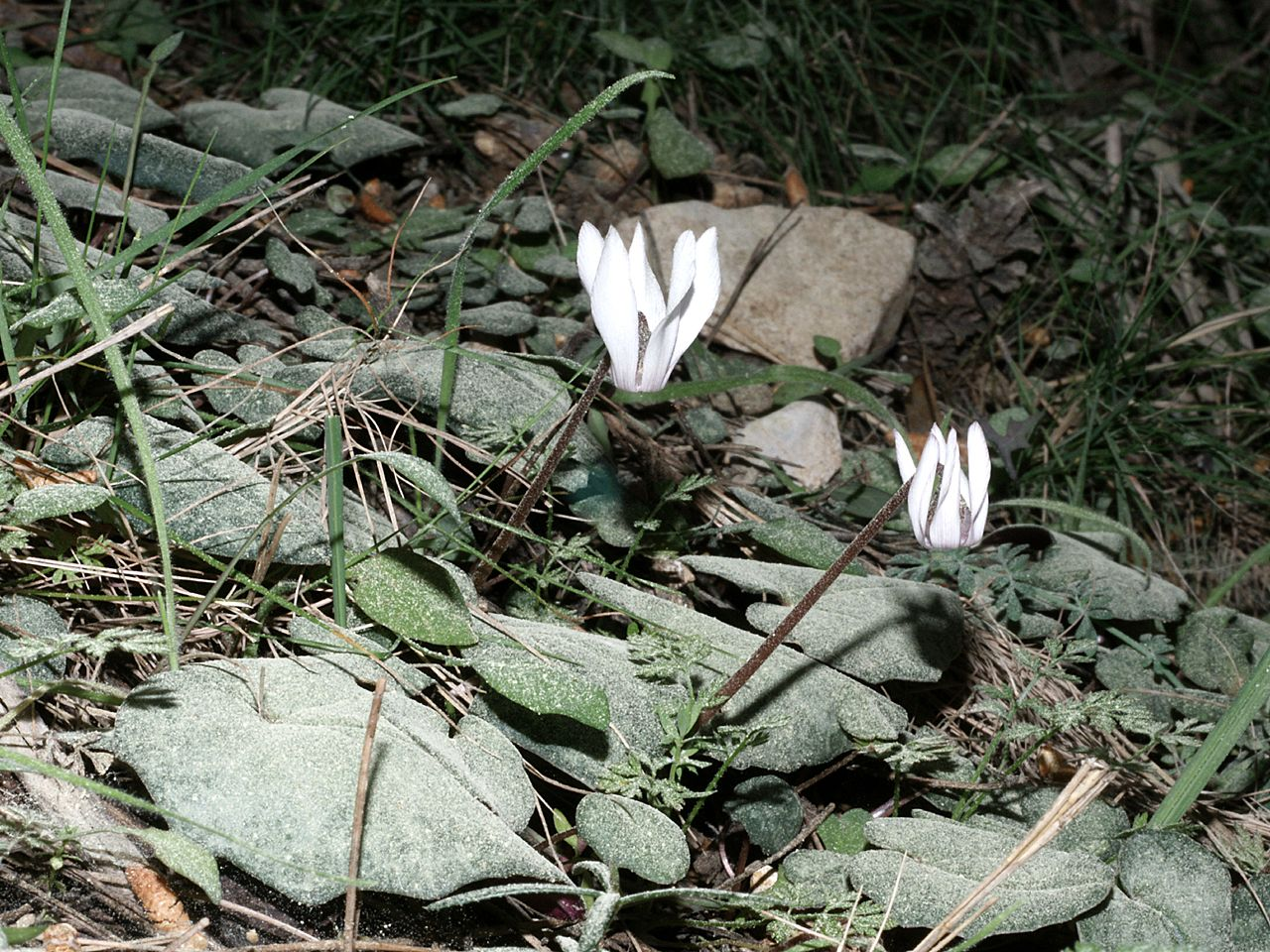
Cyclamen balearicum (pa de porc) planta endèmica de Mallorca però també s'ha trobat, aïlladament, al Rosselló

## Territoris florístics
- Territori pirenaic (Pyrenaicum). Dels Pirineus catalans principalment en el seu vessant oriental i meridional, només ho són en el vessant septentrional la Vall d'Aran, la Solana d'Andorra (fonts de l'Arieja) i el Capcir, on neix l'Aude.
- Territori ruscínic (Ruscinicum). Regió de la tramuntana entre les Corberes i el Massís de les Gavarres dividida entre plana rossellones al nord i plana empordanès al sud de la serra de l'Albera.
- Territori olositànic (Olositanicum). Sistema Transversal fa de pont entre els Pirineus i les muntanyes catalanídiques. Presenta tres nuclis: Sant Julià del Mont, Serra del Corb-Finestres-Rocacorba i altiplans del Cabrerès.
- Territori catalanídic (Catalanidicum). Zona de les serres costaneres catalanes que va de l'Empordà al Millars, dividit en tres parts: Del'Empordà al Llobregat, del Llobregat a l'Ebre i de l'Ebre al Millars
- Territori auso-segàrric (Auso-segarricum). Altiplà central aproximadament
- Territori sicòric (Sicoricum). Regió continental aproximadament Baixa plana (entre 120 a 500 m) situada a la part occidental de Catalunya.
- Territori serrànic (Serranicum). L'extrem sud-est de les muntanyes ibèriques a'l'inetrios del País Valencià els Serrans, etc.
- Territori mediovalentí (Mediovalentinum) Plana litoral del Millars al Xúquer.
- Territori diànic (Dianicum) territori limitat per la Font de la Figuera, Cullera, Cap de la Nau, Alacant i Elda.
- Territori lucèntic (Lucenticum). L'extrem del sud del País valencià, des d'Alacant i Elda cap al sud.
- Territori pitiúsic (Pithyusicum). Eivissa i Formentera
- Territori mallorquí (Majoricum). Mallorca
- Territori menorquí (Minoricum). Menorca

Distribució als Països Catalans
- PCat = Principat de Catalunya.
- PVal = País Valencià.
- IBal = Illes Balears.